# Tiefenbachwiesen bei Rommerode
Die Tiefenbachwiesen bei Rommerode sind extensiv genutzte Bergwiesen westlich des Ortes Rommerode im nordhessischen Werra-Meißner-Kreis. Die oft kleinen, meist in Familienbesitz befindlichen Parzellen im Gebiet wurden durch Hecken abgegrenzt und über Generationen gepflegt. Das bildete eine grenzlinienreiche Kulturlandschaft aus, deren Reste heute noch vorhanden sind. Als einen Bereich, der die Vielfalt an Lebensräumen im Grünland repräsentiert, sind Teile der Wiesen im März 1989 zum Naturschutzgebiet erklärt worden. Mit Erweiterungsflächen westlich und südlich des Hirschbergs wurden sie unter dem Namen „Hirschberg- und Tiefenbachwiesen“ als ein Fauna-Flora-Habitat-Gebiet in das europaweite Schutzgebietsnetzwerks „Natura 2000“ integriert.

## Lage
Die geschützten Bereiche befinden sich südwestlich des Hirschbergs, der mit 643 m höchsten Erhebung des Kaufunger Waldes. Sie liegen in einer Höhenlage von 460 m bis 520 m in der Gemarkung des Ortsteils Rommerode der Stadt Großalmerode im Werra-Meißner-Kreis. Das Schutzgebiet gehört zum „Geo-Naturpark Frau-Holle-Land“.
Nach der naturräumlichen Gliederung Deutschlands des Instituts für Landeskunde Bad Godesberg befindet sich das Naturschutzgebiet im Grenzbereich des Rommeroder Hügellands (357.53) und der Söhre (357.70). Sie sind Teileinheiten des Fulda-Werra-Berglands (357) in der Haupteinheitengruppe des Osthessischen Berglands.

## Boden und Klima
Ausgangsgestein im Gebiet ist vorwiegend Mittlerer Buntsandstein, der von tertiären Tonen und Sanden sowie Braunkohleschichten überdeckt wird. Die Böden der Tiefenbachwiesen werden durch periglaziale Basaltschuttdecken und Lössvorkommen geprägt. Der Bestand der dort vorhandenen Pflanzen lässt auf höhere Basengehalte schließen. Die weiter vom Hirschberg entfernt liegenden Flächen des Schutzgebiets weisen mit Borstgrasrasen und Heiden Vegetationseinheiten auf, die eher auf sauren, nährstoffärmeren Substraten verbreitet sind.
Die mittleren Niederschlagswerte betragen durchschnittlich etwa 850 bis 900 mm pro Jahr. Der Mittelwert der Jahrestemperatur liegt bei 7 °C. Die niedrigen Januartemperaturen um −2 °C bis −1 °C und die niedrigen Julitemperaturen um 15 °C bis 16 °C kennzeichnen das Klima als kühl-feuchtes, montanes Klima im Übergang vom subozeanischen zum subkontinentalen Bereich.

## Unterschutzstellung

### Naturschutzgebiet
Mit Verordnung vom 1. März 1989 des Regierungspräsidiums in Kassel wurden Wiesenbereiche am Fuße des Hirschberges westlich von Rommerode zum Naturschutzgebiet erklärt. Zweck der Unterschutzstellung war es, „die Naß-, Feucht- und Magerwiesen einschließlich Borstgrasrasen sowie die Flächen mit Gehölzen und Büschen als Standort seltener und stark gefährdeter Pflanzenarten sowie als Lebensraum bedrohter Tierarten zu sichern und zu fördern.“ Das aus vier Teilflächen bestehende Naturschutzgebiet besitzt eine Gesamtgröße von 38,36 Hektar, hat die nationale Kennung 1636018 und den WDPA-Code 165887.

### Flora-Fauna-Habitat-Gebiet
Im Rahmen der Flora-Fauna-Habitat-Richtlinie wurden die Tiefenbachwiesen mit weiteren benachbarten Wiesenlandschaften vom Land Hessen der EU für das europaweite Schutzgebietsnetzwerk „Natura 2000“ gemeldet. Wegen des Vorkommens von besonderen Lebensräumen und Arten sind die Grünlandflächen als ein FFH-Gebiet unter dem Namen „Hirschberg- und Tiefenbachwiesen“ zu einem wichtigen Teil des länderübergreifenden Netzes geworden, das die Förderung der biologischen Vielfalt zum Ziel hat und natürliche Lebensräume bewahren oder wiederherzustellen will. Mit der „Verordnung über Natura 2000-Gebiete in Hessen“ wurde im Januar 2008 das FFH-Gebiet rechtlich gesichert. Das 141,6 Hektar große Gebiet hat die FFH-Gebietsnummer 4724-310 und den WDPA-Code 555520063. Die geschützten Bereiche liegen kreisübergreifend mit den „Tiefenbachwiesen“ zu einer Hälfte im Werra-Meißner-Kreis und zur anderen Hälfte mit den „Hirschbergwiesen“ im Landkreis Kassel, in der Gemarkung Wickenrode der Gemeinde Helsa.

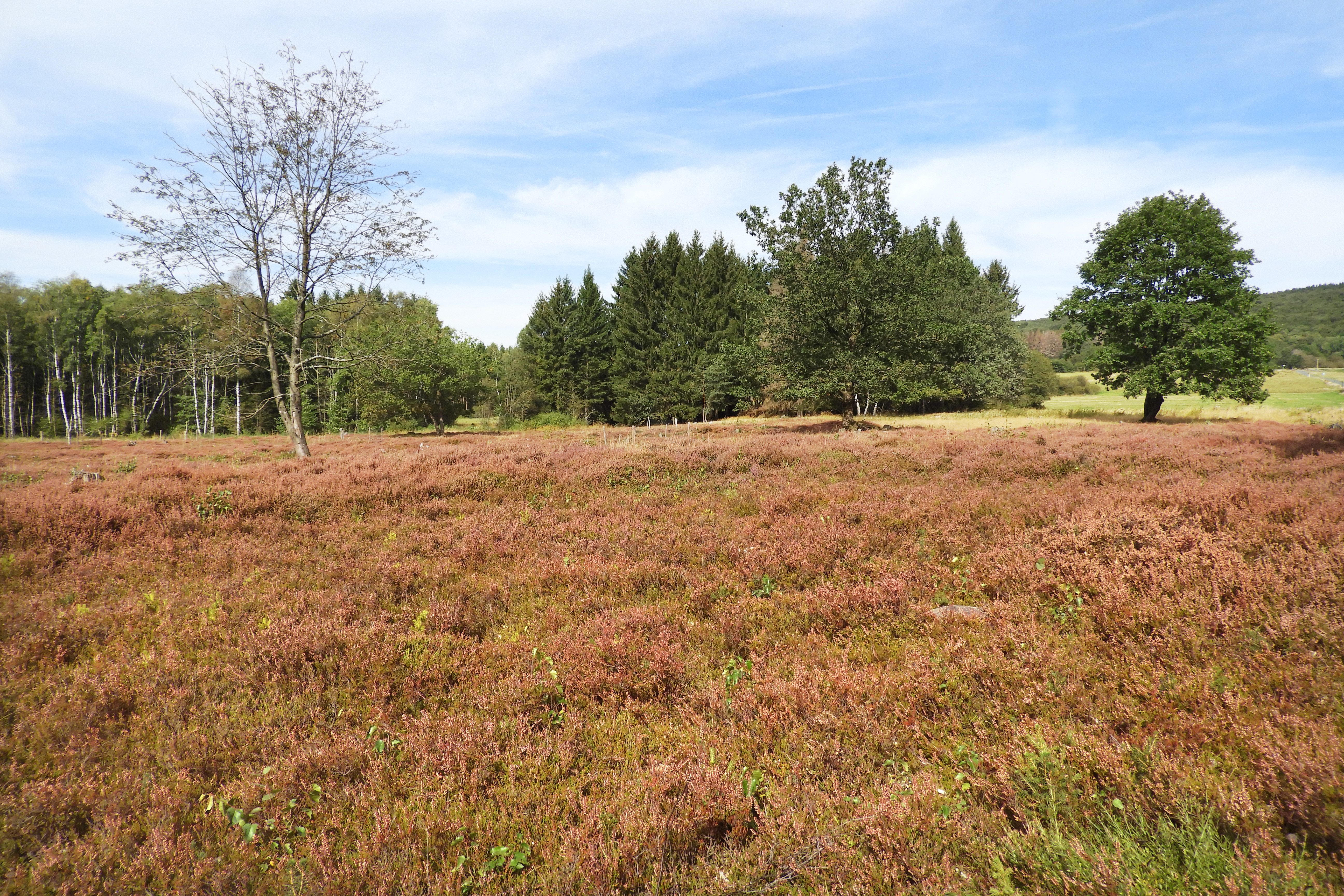
Auf der Heidefläche im südlichen Teil der Tiefenbachwiesen dominieren die Zwergsträucher der Besenheide.

Nach der Grunddatenerhebung aus dem Jahr 2005 gelten vor allem die, für Mittelgebirgslandschaften typischen Bergwiesen- und Borstgrasrasengesellschaften mit ihrer hohen Vielfalt seltener Arten als bedeutsam. Schützenswerte Lebensraumtypen nach dem Anhang I der FFH-Richtlinie sind in dem Gebiet
- „Trockene Heiden“ in denen die Zwergsträucher der Besenheide dominieren.
- „Artenreiche montane Borstgrasrasen“ mit Arnikabeständen und zahlreichen, teils hoch gefährdeten Pflanzen.
- „Magere Flachland-Mähwiesen“, die sich bunt und artenreich zeigen und deren floristische Zusammensetzung ähnlich ist, wie die der
- „Berg-Mähwiesen“.
- „Kalkreiche Niedermoore“ mit dem Vorkommen der charakteristischen Arten Davalls Segge, Breitblättriges Wollgras und Sumpf-Stendelwurz sowie einem
- „Erlen-Eschen-Auenwald“ am Nordrand des Hirschberg-Gebietes.

Mit ausschlaggebend für die Ausweisung des Gebiets war auch das Vorkommen des Schmetterlings „Dunkler Wiesenknopf-Ameisenbläuling“, einer nach Anhang II der FFH-Richtlinie streng geschützten Art.

## Natur

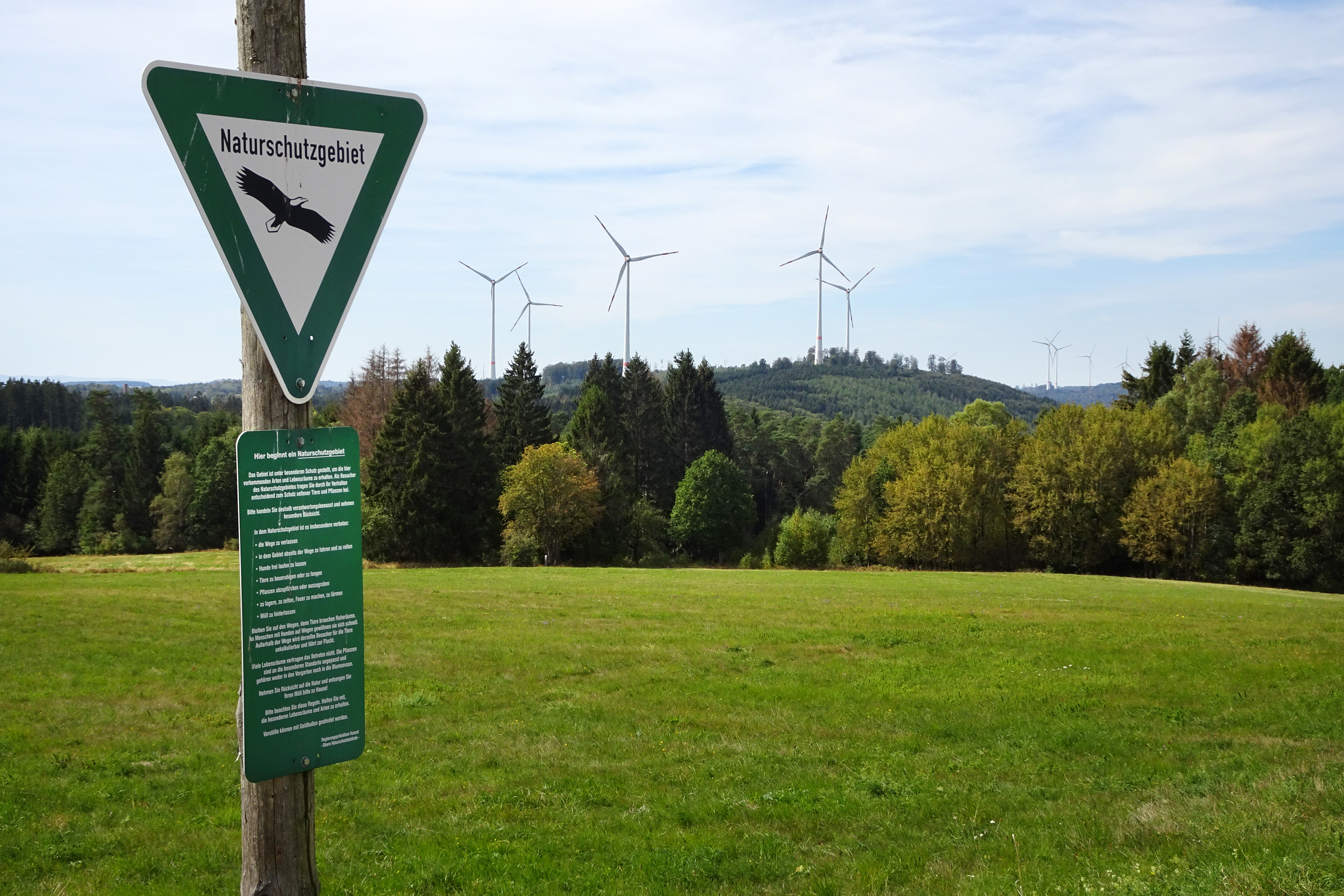
Die größte Fläche des vierteiligen Naturschutzgebiets gilt, wegen der intensiveren Nutzung, teilweise als eher artenarm.

Im Schutzgebiet kommen die für Mittelgebirgslandschaften typischen extensiv genutzten Bergwiesen vor, in denen Borstgrasrasen und stellenweise grundwasserbeeinflusste, staunasse Bereiche eingestreut sind. Die Vegetation setzt sich aus einer Mischung von Arten der Berg- und Talwiesen zusammen, die noch mit einer reichen Vielfalt in Teilbereichen vorhanden sind. Bemerkenswert ist die hohe Anzahl der unterhalb einer Höhe von 600 m sehr rar gewordenen montanen Pflanzenarten. Von den nachgewiesenen Blütenpflanzen, die gefährdet oder sogar vom Aussterben bedroht sind, fallen mehrere durch ihre Blütenpracht besonders auf. Hierzu gehören Breitblättriges Knabenkraut und Trollblume mit noch relativ großen Populationen. Für die Kugelige Teufelskralle ist der Hirschberg der nördliche Eckpunkt ihrer Verbreitung. Nordisches Labkraut, Sparrige Binse, Sumpf-Herzblatt, Wald-Läusekraut, Weicher Pippau, Grüne Waldhyazinthe und Wiesen-Leinblatt sind weitere Rote-Liste-Arten. Es gibt im Gebiet kein Flurstück ohne Vorkommen einer oder mehrerer gefährdeter Pflanzenarten, nur die größte Fläche des vierteiligen Naturschutzgebiets gilt, wegen der intensiveren Nutzung, teilweise als eher artenarm.
Im südlichen Teil der Tiefenbachwiesen tritt eine von Besenheide, Draht-Schmiele und Rotes Straußgras dominierte Heide auf. Zu dem Bestand gehören weitere typische Arten wie Dünnblättriger Schafschwingel, Blutwurz, Heidelbeere, Pillen-Segge und Harzer Labkraut.
Der prioritär zu schützende Lebensraumtyp des Borstgrasrasens entstand ursprünglich durch wenig intensive Nutzung und wurde oft durch Düngung und Beweidung stark verändert. In den Tiefenbachwiesen sind die charakteristischen Arten der Borstgrasrasen noch zahlreich vorhanden. Neben dem namengebenden Borstgras und der Heilpflanze Arnika sind noch Wald-Läusekraut, Quendel-Kreuzblümchen, Braune Segge, Sumpf-Veilchen und Pyrenäen-Leinkraut zu finden.
Das Grünland mit den Feuchtwiesen und einstreuten Gehölzen bietet Wiesenpieper, Braunkehlchen und Neuntöter geeignete Brutreviere.
Im Rahmen der Untersuchungen für die Grunddatenerhebung konnten in den Jahren 2002 und 2005 mehrere seltene, geschützte und bedrohte Schmetterlingsarten beobachtet werden. Neben dem Dunklen Wiesenknopf-Ameisenbläuling, der europaweit gefährdet ist, als Schlüsselart betrachtet wird und für dessen Erhaltung besondere Schutzgebiete ausgewiesen werden müssen, waren es die Tagfalter Kleiner Würfel-Dickkopffalter, Kronwicken-Dickkopffalter, Rundaugen-Mohrenfalter, Lilagold-Feuerfalter, Brauner Feuerfalter, Gelbwürfeliger Dickkopffalter und Goldene Acht sowie der Nachtfalter Wegerichbär. Von den Widderchen wurden die Rote-Liste-Arten Ampfer-Grünwidderchen und Kleines Fünffleck-Widderchen festgestellt.

## Touristische Erschließung
Die Wiesen sind von Wirtschaftswegen, für die Rommerode, Wickenrode und Friedrichsbrück geeignete nahegelegene Ausgangsorte sind, gut einzusehen. Durch den Bereich führt eine Etappe des 84 km langen Rundwanderwegs „Grimmsteig“. Wanderer finden im nordöstlichen Bereich des Schutzgebiets eine Schutzhütte, Sitzbänke und Tische sowie Schautafeln, die über die Schutzwürdigkeit der Wiesen informieren.